# منتوحتپ (خزانه‌دار)
منتوحُتپ (انگلیسی: Mentuhotep) خزانه‌دار و یک مقام مصری باستانی در دوران دودمان دوازدهم مصر و در خدمت فرعون سنوسرت یکم بود. منتوحُتپ یکی از بهترین نمونه‌ها از مقام‌های رسمی دوران پادشاهی میانه است که شواهد زیادی از او باقی مانده است. یک مجموعه مجسمه در کارنک یافت شده که در آن‌ها او به‌عنوان کاتب نمایش داده شده است. در این مجسمه‌ها او لقب «ناظر بر تمام کارهای سلطنتی» را دارد، که این احتمال را می‌دهد که او در نظارت بر ساخت معبد کارنک نقش داشته است. در اللشت، او مقبره بزرگی در کنار هرم سنوسرت یکم داشت. وقتی این مقبره پیدا شد، به شدت آسیب دیده بود، اما هنوز بقایای کنده‌کاری‌های با کیفیت بالا و قطعاتی از مجسمه‌ها در آن یافت شد. اتاق دفن هنوز شامل دو تابوت بود، یکی شکسته و دیگری به خوبی حفظ شده، ساخته شده از گرانیت و با تزئینات داخلی رنگی روشن.
در ابیدوس یک سنگ یادبود به نام منتوحُتپ نصب شده است. این سنگ یادبود حاوی تعدادی عنوان رسمی از جمله عنوان وزیر است. عنوان وزیر در مقبره منتوحُتپ دیده نمی‌شود؛ بنابراین بحث‌هایی در مورد این وجود دارد که آیا او واقعاً وزیر بوده یا اینکه این لقب تنها به‌عنوان «لقب افتخاری» به او داده شده است.
در سال ۲۲ سلطنت سنوسرت یکم شخصی به نام سوبک‌حوتپ به‌عنوان خزانه‌دار ثبت شده است. منتوحتپ باید جانشین او بوده باشد. مشخص نیست که آیا او همچنان در دوران آمنمهات دوم در مقام خود باقی مانده بود یا خیر.